# Samprati
Samprati était un empereur maurya. Il a régné entre 224 et 215 av. J.-C. Selon les Purana, il est le successeur de Dasharatha Maurya, son cousin. Shalishuka lui a succédé.

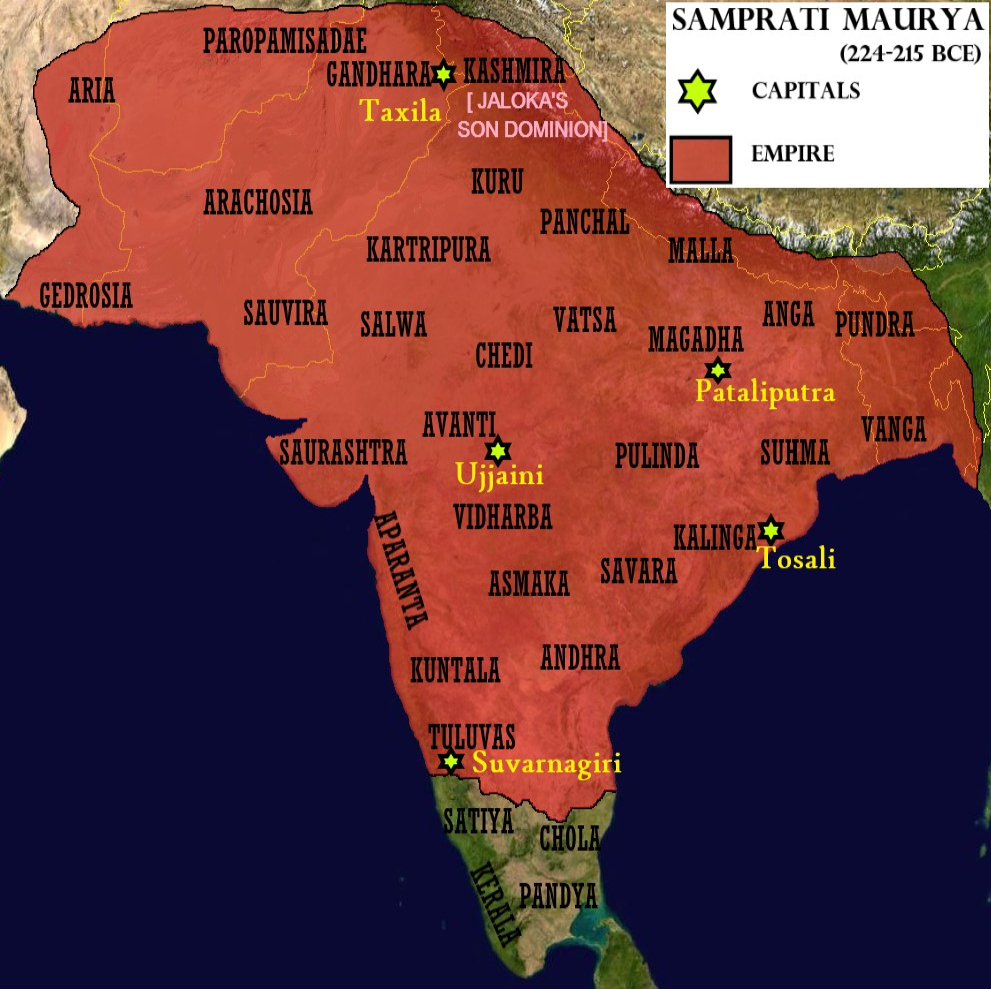